# Противовес (мълниезащита)
Противовесът е вид заземяващо съоръжение, използвано в електрониката и радио комуникациите. Най-общо противовесът представлява мрежа от окачени проводници разположени в равнина. Вместо мрежа може да бъде използван и метален екраниращ лист. В радиотехникота противовесът осигурява необходимото балансиране на капацитета на антената спрямо земя и я предпазва от мълнии.

## История
Този тип заземяване е патентовано от Александър Муирхед през 1907 г.. Конструирана е така, че да може да се свърже със земя радио антени или предаватели, които не могат да се свържат директно към земя само с единичен проводник поради собствената му индуктивност. Размерът на противовеса зависи от предаваната или приеманата честота.

## Приложение и принцип на работа
За всяка наземно монтирана антена, Земята се явява естествен противовес. В различните ситуации Земята може да е лош проводник, а при много високи честоти и мощност стандартното заземяване с един проводник не е ефективно. В мощни радиопредаватели противовесът е задължителен елемент на антенната и мълниезещитна инсталация.
За наземно монтирани антени противовесът се изгражда с т.нар. система от радиално разположени проводници, които създадат капацитивната връзка с нисък импеданс между антената и Земята. За да получим нисък импеданс е необходим по-голям капацитет, а капацитета зависи от площта на противовеса.